# Tomasz Feliks Jaroński
Tomasz Feliks Jaroński (ur. 15 października 1909 w Warszawie, zm. 17 grudnia 1983 w Asbury Park) – polski prawnik, narodowiec, nawigator bombowy w czasie II wojny światowej, kawaler orderu Virtuti Militari.

## Życiorys
Ukończył Szkołę Mazowiecką w Warszawie. Studiował prawo na UW od 1928 do 1933. Był członkiem Młodzieży Wszechpolskiej, Obozu Wielkiej Polski. Należał również do Koła Prawników Studentów UW. Od 1931 do 1932 brał udział w kursie w Szkole Podchorążych Lotnictwa w Dęblinie.
W Polskich Siłach Zbrojnych na Zachodnie był nawigatorem w dywizjonach bombowych (Dywizjon 300, Dywizjon 301).